# Volksklub
Der Volksklub war als politischer Verein die Vorform einer politischen Partei der Arbeiterbewegung während der Deutschen Revolution 1848/1849 in Düsseldorf. Er trat für eine „Befreiung des Volkes“ ein, worunter der von einem frühsozialistischen, linkshegelianischen und radikaldemokratischen Klassenbewusstsein inspirierte Verein die Beseitigung des Prekariats einer „arbeitenden unbemittelten Klasse“ verstand. Die tiefere Ursache des Problems sah der Verein in den Interessen der „bevorzugten Klassen im Staate“. Zur Überwindung einer Bevorzugung dieser Interessen sollte der preußische Staat durch völlige Beseitigung der Monarchie in eine Republik und eine „sociale Demokratie“ umgewandelt werden. Insoweit wandte er sich gegen das liberale Programm des ebenfalls in Düsseldorf gegründeten Vereins für demokratische Monarchie, dessen Ziel neben der großdeutschen Lösung der deutschen Frage lediglich die Beschränkung der monarchischen Rechte durch Einführung einer konstitutionellen Monarchie war.

## Geschichte
Im Zuge der Revolutionen 1848/1849 und nach Beginn der Berliner Märzrevolution 1848 riefen am 25. April 1848 in Düsseldorf rund 50 Handwerkergesellen nach dem Vorbild des Kölner Arbeitervereins einen Düsseldorfer Arbeiterverein ins Leben. Von diesem Verein, der sich bald auflöste, spaltete sich eine Gruppe von vorwiegend Intellektuellen ab, die sich am 2. Juni 1848 mit einem öffentlichen Versammlungsaufruf als das „provisorische Comité“ eines Ende Mai gebildeten Zusammenschlusses unter dem Begriff „Volksklub“ präsentierte. Der Name ihres Vereins knüpfte an die politischen Klubs der Französischen Revolution und den Gedanken der „véritable société populaire“ bzw. „Club du Peuple“ von François Noël Babeuf an. Das Komitee des Vereins bestand aus dem Literaten Friedrich Schnake, dem Notariatskandidaten Julius Wulff, dem Buchhalter Louis Kugelmann, dem Journalisten Emil Gottfried Rockmann, dem Schlosser Carl Weidenmüller und Otto Weinhagen, dem Inhaber eines Warenkommissionsgeschäftes, der Wulffs Schwester Caroline geheiratet hatte. Bereits im April 1848 waren aus dieser Gruppe Wulff und Weinhagen in Düsseldorfer Zeitungen öffentlich hervorgetreten. In Anbetracht der bevorstehenden Wahl von Abgeordneten zu verfassungsgebenden Nationalversammlungen in Frankfurt am Main und in Berlin warben sie für eine künftige republikanische Staatsform. Als Anhänger dieser Idee hatten beide jedoch wenig Erfolg. Bei der Wahl der örtlichen Parlamentsabgeordneten im Mai 1848 wurden Kandidaten wie Anton Bloem, Joseph Euler, Hugo Wesendonck und Wolfgang Müller von Königswinter gewählt, die als Anhänger einer bürgerlich-liberalen Ordnung nur moderate Änderungen der Gesellschaft akzeptierten bzw. als Mitglieder des Vereins für demokratische Monarchie Befürworter einer demokratisch-konstitutionellen Staatsform unter dem Dach einer Monarchie waren. So schrieb der Schriftsteller Wilhelm Herchenbach 1882 im Rückblick auf das allgemeine Düsseldorfer Stimmungsbild nach der damaligen Debatte: „Opposition gegen die Regierung wollte Jeder machen, aber die Meisten wollten doch von der Republik nichts wissen.“
Nach diesen ersten ernüchternden Erfahrungen mit der politischen Dominanz der örtlichen Bourgeoisie nahm das Komitee in seinem Versammlungsaufruf vom 2. Juni 1848 eine Beschreibung der politischen Lage vor und formulierte diesbezügliche Zielsetzungen:

„Es hat sich hier in Düsseldorf ein Volksklub gebildet, der sich zur Aufgabe gestellt hat, die Befreiung des Volkes d. h. des im Drucke lebenden Theiles des menschlichen Gesellschaft, der arbeitenden unbemittelten Klasse, gegenüber den bevorzugten Klassen herbeizuführen, also den vorwiegenden Einfluß dieser bevorzugten Klassen im Staate zu beseitigen. Der Volksklub stellt sich zur Aufgabe, durch die Macht der Ueberzeugung für die Republik zu wirken, betheiligt sich also zunächst an den politischen Kämpfen der Gegenwart. Er geht von dem Grundgedanken aus, daß in einer Monarchie, mag sie nun einen Beinamen haben wie sie wolle, die Interessen des Volks nicht wahrhaft befördert werden können. Er hält alle Verfassungsformen, in denen die Ausübung der politischen Rechte von dem Privilegium des Besitzes abhängig gemacht wird, für verwerflich. In einer solchen Verfassung können die Besitzlosen keine Hebung ihrer materiellen Noth erwarten. Der Volksklub spricht sich offen für die Republik aus, weil durch die Verläumdungen und Verdächtigungen der reaktionären Partheien es leider dahin gekommen ist, daß das Wort Republik ein Schreckwort geworden. Zur Erreichung der Zwecke der demokratischen Parthei ist es nöthig, daß sich wo möglich in allen Städten Deutschlands Vereine im Sinne des Volksklubs bilden und miteinander in Verbindung setzen. In Frankfurt, Marburg, Cöln, Leipzig, Breslau, Berlin u. s. w., bestehen schon solche Vereine, mit denen der Volksklub sich in Verbindung setzen wird.“

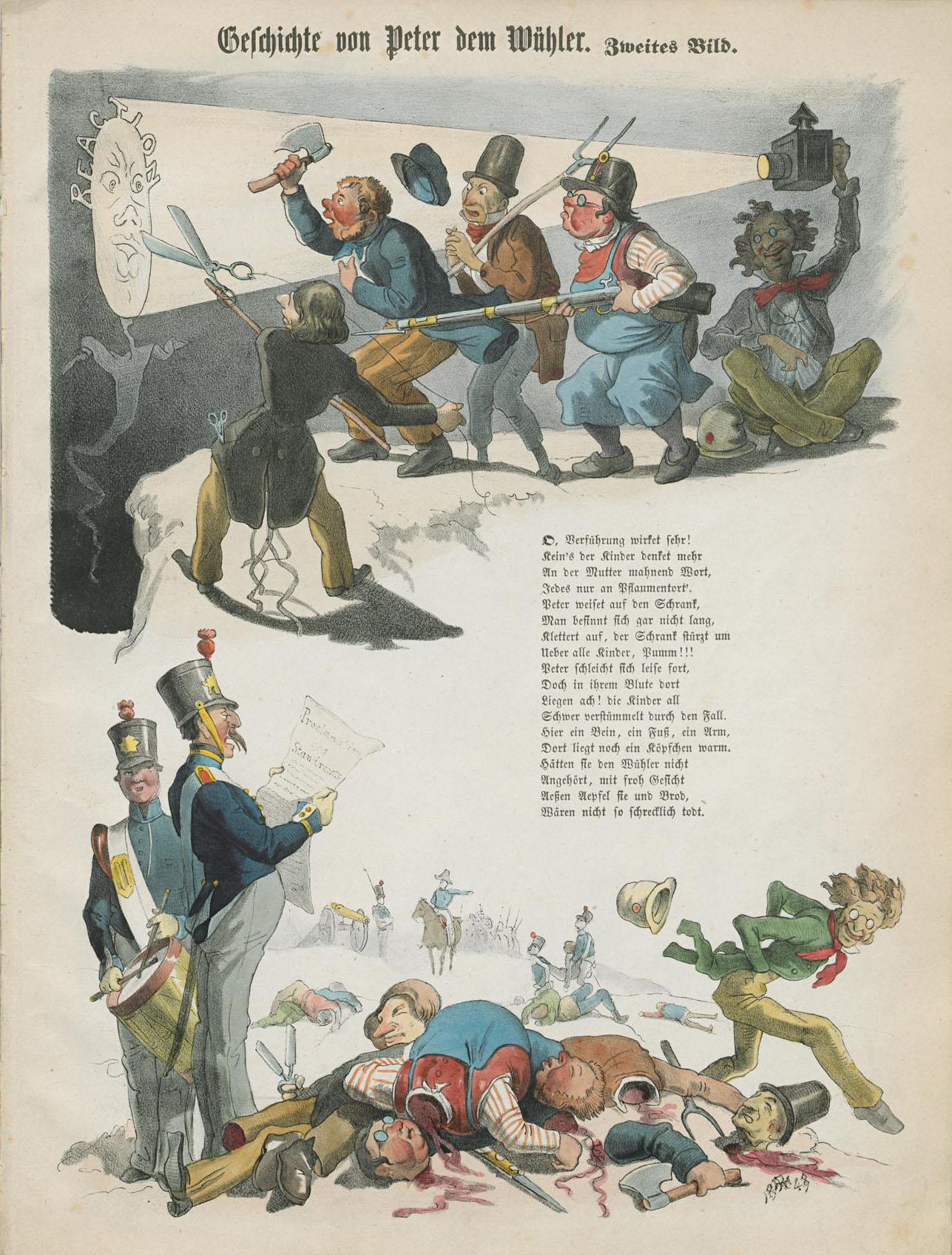
Der politische Struwwelpeter: Geschichte von Peter dem Wühler – Die 1848 gezeichnete politische Karikatur des Düsseldorfer Malers Henry Ritter, der mit Ferdinand Freiligrath befreundet war, stellt hier als Aktivisten der politischen Linken, gekennzeichnet durch eine rote Kokarde am Hut, die Figur von Peter dem Wühler vor. Mittels einer Laterne projiziert dieser einigen kleinbürgerlichen Gestalten die Gefahr der Reaktion, wodurch jene politisiert werden und zu den Waffen greifen. In einer zweiten Szene liegen die Kleinbürger als Opfer eines Standgerichts tot am Boden, während sich Peter der Wühler eilends davonmacht.

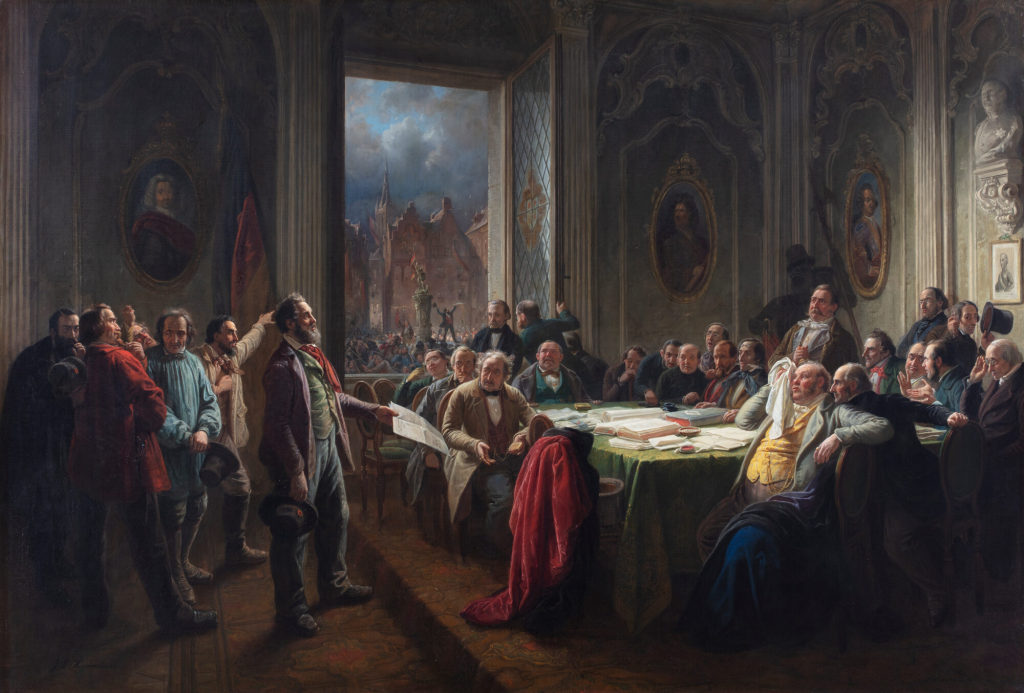
Arbeiter vor dem Magistrat – Dieses Gemälde von Johann Peter Hasenclever reflektiert das Ereignis der Übergabe der „Bitte um Arbeit“ am 9. Oktober 1848 in Düsseldorf, generalisiert das Motiv aber als ein grundsätzliches politisches Thema der Revolution 1848.

In Anwesenheit von etwa 200 Personen kam am 5. Juni eine „Gründungsversammlung“ zustande. Auf einer folgenden Versammlung am 6. Juni, auf der auch Polizeispitzel zugegen waren, wurde Wulff zum Präsidenten einer Debatte des Volksklubs bestimmt. Nebenbei verkaufte er 150 Exemplare von Max Cohnheims Schrift Republikanischer Katechismus für das deutsche Volk, die er in einer früheren Veranstaltung bereits vorgetragen hatte, was der Ober-Prokurator Karl Schnaase als „Aufreizung zu hochverrätherischen Unternehmungen“ auslegte und ihn zwei Tage später nach Durchführung von Hausdurchsuchungen bei Führungspersonen des Volksklubs dazu veranlasste, Wulff verhaften zu lassen. Zu den Persönlichkeiten, die sich in die Mitgliederliste des Volksklubs eingeschrieben hatten, gehörten bald auch der Dichter Ferdinand Freiligrath, der Jurist Ferdinand Lassalle, dessen Zögling Paul von Hatzfeldt sowie Schüler der Kunstakademie Düsseldorf, etwa Ludwig von Milewski. Am 30. Juni 1848 trat Karl Marx, Gründer der Neuen Rheinischen Zeitung, eines Sprachrohrs des Bundes der Kommunisten, als Redner im Volksklub auf. Freiligrath trug am 1. August 1848 auf einer Volksklub-Veranstaltung sein revolutionäres Gedicht Die Todten an die Lebenden vor. Sodann gleichen Vergehens bezichtigt, wurde auch Freiligrath in das Düsseldorfer Stadtgefängnis abgeführt. In Gerichtsverhandlungen am 3. und 4. Oktober 1848 befanden Geschworenengerichte die Angeklagten für unschuldig. Nach Polizeiangaben waren nach dem Freispruch Freiligraths 15.000 Menschen in einem Festzug auf den Straßen Düsseldorfs auf den Beinen, unter ihnen Karl Marx.
Das politische Momentum nutzend, fand am 8. Oktober 1848, vom Volksklub organisiert, eine große Demonstration – „ein Volkszug mit Volksversammlung“ – einige Kilometer außerhalb Düsseldorfs in der Gemeinde Gerresheim statt. In Düsseldorf am Kälbermarkt, dem heutigen Schadowplatz, formierten sich hierzu mittags um 13 Uhr etwa 2300 Menschen und zogen dann – „von einer rothen und einer deutschen Fahne geführt“ – über den Flinger Steinweg, der heutigen Schadowstraße, den Wehrhahn und die Grafenberger Allee nach Gerresheim. Auf dem dortigen Kirchhof, dem heutigen Gerricusplatz, war die Menge auf 5000 Personen angewachsen. Neben Lassalle, der in der Kutsche seiner Lebensgefährtin, der „roten Gräfin“ Sophie von Hatzfeldt, angereist war, trat dort auch der Arzt Peter Joseph Neunzig als Redner auf. Aktuelle Ereignisse in Polen und Schlesien ansprechend, verlangte dieser die Abschaffung der Schlacht- und Mahlsteuer und forderte die Teilnehmer dazu auf, der „Reaction mit Gewalt Widerstand“ zu leisten. Reden, die dort gehalten wurden, gipfelten in dem Ruf nach einer „rothen Republik“. Der Volksklub unterstützte im Besonderen die Forderung von arbeitslos gewordenen Arbeitern nach Fortsetzung eines kommunalen Beschäftigungsprogramms, die sie als Petition vor dem Magistrat Düsseldorfs am 9. Oktober vortrugen. Der Maler Johann Peter Hasenclever hielt dieses Ereignis in seinem Bild Arbeiter vor dem Magistrat fest. Eine weitere Großveranstaltung, die der Volksklub am 22. Oktober in Derendorf unter freiem Himmel abhalten wollte, untersagte der Düsseldorfer Oberbürgermeister Wilhelm Dietze mangels polizeilicher Erlaubnis. In jenen Tagen war es zu einem größeren Zerwürfnis zwischen dem Verein für demokratische Monarchie und dem Volksklub über Veranstaltungen zum königlichen Geburtstags am 15. Oktober 1848 gekommen: Während der Verein für demokratische Monarchie ein Bankett zu Ehren des Königs ansetzte, unterstützte der Volksklub eine „Volksversammlung“ in Worringen, die jedoch von preußischen Ulanen unterbunden wurde. Daraufhin forderte der Volksklub den Frankfurter Abgeordneten aus dem Verein für demokratische Monarchie, Hugo Wesendonck, auf, aus der Frankfurter Nationalversammlung auszutreten, was dieser jedoch ablehnte. Auch mit dem Düsseldorfer Abgeordneten in der Preußischen Nationalversammlung, Anton Bloem, ebenfalls einem Mitglied des Vereins für demokratische Monarchie, lag der Volksklub über außerparlamentarische „Volksversammlungen“ im Streit.
Nach dem Scheitern der Märzregierung leitete der preußische König Friedrich Wilhelm IV. die Reaktionsära ein, indem er am 1. November 1848 Friedrich Wilhelm von Brandenburg zum Leiter der preußischen Staatsregierung ernannte und bald darauf die Preußische Nationalversammlung aus Berlin nach Brandenburg an der Havel ausweisen ließ. Einen Tag vor der Ausweisung des Parlaments spitzte sich die Revolution in Düsseldorf zu. Eine Mehrheit der Düsseldorfer Bürgerwehr erklärte sich am 8. November 1848 sich zum „bewaffneten Organ der Revolution“. Am 12. November erklärte Lorenz Cantador, eine Führungsfigur der Bürgerwehr, bei einer Versammlung des Volksklubs, zu dessen Mitgliedern er ständig Kontakt gehalten hatte, dass es vielleicht bald zum Kampf komme. Daraufhin wurde eine Kommission gebildet, die den Barrikadenbau koordinieren sollte. Am 14. November riefen die revolutionären Kräfte in Düsseldorf zum Vollzug des in der Preußischen Nationalversammlung beschlossenen Steuerboykotts auf, zu dessen Durchführung und Überwachung sich die Bürgerwehr für „permanent“ erklärte, also ständig aktiv sein wollte. Am 16. November erklärte Lassalle im Namen des Volksklubs, dass dieser die gegenwärtige Krise nicht zum Wirken für die „rothe Republik“ nutzen, sondern gemeinsam mit allen Parteien zur Aufrechterhaltung der gemeinsamen Freiheit kooperieren wolle. Am 17. November wurde Cantador erneut zum Kommandeur der Bürgerwehr gewählt. Am 18. November suchte Cantador mit Lassalle und anderen Delegierten der Bürgerwehr die örtlichen Behörden auf und setzte durch, dass einige Steuern nicht mehr erhoben werden sollten. Am 19. November demonstrierte die Bürgerwehr mit einer Parade und 2800 Teilnehmern ihre Entschlossenheit. Am 21. November paradierten neben der Düsseldorfer Bürgerwehr auch die Bürgergarden von Gerresheim, Bilk, Ratingen und Neuss durch die Straßen Düsseldorfs, um die Forderungen der Preußischen Nationalversammlung zu bekräftigen. Wenig später durchsuchte die Bürgerwehr auf Befehl Cantadors das Düsseldorfer Postamt nach Steuergeldern, woraufhin der Düsseldorfer Regierungspräsident Adolph von Spiegel-Borlinghausen und Divisionskommandeur Generalleutnant Otto von Drigalski am 22. November den Belagerungszustand verhängten und die Bürgerwehr verboten. Als Offiziere der Bürgerwehr sodann zum passiven Widerstand und dazu aufriefen, die Waffen nicht abzugeben, erreichte der preußische Innenminister Otto Freiherr von Manteuffel, dass der König die Bürgerwehr am 25. November höchstpersönlich verbot.
Mit der Verhängung des Belagerungszustands konnten keine öffentlichen Versammlungen mehr durchgeführt werden. So tauchten die Mitglieder des Volksklubs bis zur Aufhebung des Belagerungszustandes am 20. Januar 1849 ab, so auch Wulff, der erst im Mai 1849 vorübergehend wieder in Erscheinung trat. Als am 2. März 1849 der Volksklub wieder öffentlich tagen wollte, erschien die Polizei als ungebetener Gast. Die Versammlung löste sich daraufhin auf. Bei einer Generalversammlung, die für den 20. März 1849 angekündigt wurde, war daher das Vorzeigen einer Mitgliederkarte obligatorisch. Mit Beginn der Reichsverfassungskampagne engagierten sich führende Mitglieder des Volksklubs an Schauplätzen außerhalb Düsseldorfs. Örtlichen Versuchen der Reorganisation waren auf Dauer kaum Erfolge beschieden. Gefördert von Otto Weinhagen bestand Anfang der 1860er Jahre in Düsseldorf gleichwohl noch eine Gruppe von rund 80 Mitgliedern, die sich weiterhin politisch im Sinne des Volksklubs betätigten.